# АБА сезона 1974/75.
АБА сезона 1974/75. је била осма сезона за Америчку кошаркашку асоцијацију. Сезона је почела 18. октобра 1974. Редовна сезона те године завршена је 3. априла, а нападач Њујорк нетса Џулијус Ирвинг проглашен је за МВП-а. Плеј-оф је почео 4. априла и завршио се 22. маја 1975. године, где су Кентаки колонелси победили Индијана Пејсерсе у пет утакмици финала од могућих седам, а центар Колонелса Артис Гилмор проглашен је за МВП плеј-офа. Тренер Денвер нагетса Лари Браун проглашен је за тренера године, а нападач Спиритс ов Сент Луис, Марвин Барнс, проглашен је за новајлију године.
Пре почетка званичне сезоне, Источна дивизија је имала промене и то: Мемфис тамси су постали Мемфис саундси, а Каролина кугарси су се преселили из Северене Каролине у Мисури и постали Спиритс ов Сент Луис. Денвер рокетси, зим из Западне дивизије, преименовани су у Денвер нагетсе.
АБА и НБА лиге су наставиле да одржавају егзибиционе предсезонске сусрете између својих тимова. АБА клубови су победили у 16 од 23 утакмице, док су НБА тимови победили 7 пута. Међу тим сусретима била је и прва утакмица Индијана пејсерса у „Маркет сквер арени”, где су победили Милвоки баксе са 118-115. Утакмици је присуствовало 17.287 гледалаца. Код Бакса, Боб Дендриџ је постигао 46 поена, а Карим Абдул Џабар 26.

## АБА тимови
| 1974/75. Америчка кошаркашка асоцијација |                           |                                                                                                  | |                               |
| Дивизија                                 | Екипа                     | Град                                                                                             | Арена | Капацитет                     |
| Исток                                    | Кентаки колонелси         | Луивил, Кентаки                                                                                  | Фридом хол                                                                                               | 16.664                        |
| Исток                                    | Мемфис саундси            | Мемфис (Тенеси)                                                                                  | Мид-саут колосеум                                                                                        | 10.085                        |
| Исток                                    | Њујорк нетси              | Јуниондејл (Њујорк)                                                                              | Насау ветеранс мемориал колосеум                                                                         | 13.571                        |
| Исток                                    | Спиритс ов Сент Луис      | Сент Луис                                                                                        | Сент Луис арена                                                                                          | 18.006                        |
| Исток                                    | Вирџинија сквајерси       | Норфок (Вирџинија) Хемптон (Вирџинија) Ричмонд (Вирџинија) Сејлем (Вирџинија) Роанок (Вирџинија) | Олд Доминион јуниверзити филдхаус Хемптон колосеум Ричмонд арена Сејлем Сивик центар Роанок Сивик центар | 5.200 9.777 6.000 6.820 9.828 |
| Запад                                    | Денвер нагетси            | Денвер, Колорадо                                                                                 | Денвер аудиторијум арена                                                                                 | 6.841                         |
| Запад                                    | Индијана пејсерси         | Индијанаполис, Индијана                                                                          | Маркет сквер арена                                                                                       | 17.000                        |
| Запад                                    | Сан Антонио спарси        | Сан Антонио, Тексас                                                                              | Хемисфер арена                                                                                           | 10.146                        |
| Запад                                    | Сан Дијего конквистадорси | Сан Дијего, Калифорнија                                                                          | Сан Дијего спортс арена                                                                                  | 14.500                        |
| Запад                                    | Јута старси               | Солт Лејк Сити, Јута                                                                             | Солт палас                                                                                               | 12.166                        |

## Коначан поредак регуларне сезоне

### Регуларна сезона
Дана 14. фебруара 1975, Џулијус Ирвинг играјући за Њујорк нетсе постигао је тимски рекорд од 63 поена против Сан Дијего конквистадорса у четири утакмице продужетка, најдужој утакмици у историји лиге од три сата.
Осма АБА Ол-стар утакмица одиграна је 28. јануара 1975. у Сан Антонију у Тексасу. Присуствовало је 10.449 гледалаца. Исток је водио Кевин Лаури тренер Њујорк нетса, а тим са Запада је предводио Лери Браун тренер Денвер нагетса. Исток је победио 151–124. Фреди Луис ов Спиритс оф Сент Луиса био је МВП утакмице након што је постигао 26 поена.
Денвер нагетси су забележили најбољи АБА резултат сезоне, победивши у Западној дивизији са резултатом 65–19 (.774). Тај рекорд је био други најбољи у историји АБА, иза само Кентаки колонелса из сезоне 1971–72. од 68–16 (.810). Нагетси из сезоне 1974–75 су такође завршили на другом месту у историји АБА иза Колонелса из 1971–72 по тимској разлици у постигнутим резултатима, надмашујући своје противнике у просеку од 8,40 поена по утакмици у односу на Колонелсе 1971–72 са 8,98 поена.
У Источној дивизији, Кентаки колонелси су победили у 22 од последњих 25 утакмица регуларне сезоне и изједначили су се са Њујорк нетсима за прво место у Источној дивизији са скором од 58–26 (.690).
Ута = утакмице, Поб = победе, Изг = изгубљене, П% = проценат победа, ЗЛП = Заостајање за лидером у победама
| Источна дивизија |                      |     |     |     |      |     |
| #                | Екипа                | Ута | Поб | Изг | П%   | ЗЛП |
| 1                | Кентаки колонелси    | 84  | 58  | 26  | 69,0 | -   |
| 2                | Њујорк нетси         | 84  | 58  | 26  | 69,0 | -   |
| 3                | Спиритс ов Сент Луис | 84  | 32  | 52  | 38,1 | 26  |
| 4                | Мемфис саундси       | 84  | 27  | 57  | 32,1 | 31  |
| 5                | Вирџинија сквајерси  | 84  | 15  | 69  | 17,9 | 43  |

| Западна дивизија |                           |     |     |     |      |     |
| #                | Екипа                     | Ута | Поб | Изг | П%   | ЗЛП |
| 1                | Денвер нагетси            | 84  | 65  | 19  | 77,4 | -   |
| 2                | Сан Антонио спарси        | 84  | 51  | 33  | 60,7 | 14  |
| 3                | Индијана пејсерси         | 84  | 45  | 39  | 53,6 | 20  |
| 4                | Јута старси               | 84  | 38  | 46  | 45,2 | 27  |
| 5                | Сан Дијего конквистадорси | 84  | 31  | 53  | 36,9 | 34  |

## Статистички лидери сезоне

### Основни показатељи
| Индикатор   | Играч         | Тим               | Укупно | Играч         | Тим                       | По мечу |
| ----------- | ------------- | ----------------- | ------ | ------------- | ------------------------- | ------- |
| Поени       | Џорџ Макгинис | Индијана пејсерси | 2.353  | Џорџ Макгинис | Индијана пејсерси         | 29,8    |
| Скокови     | Артис Гилмор  | Кентаки колонелси | 1.361  | Свен Нејтер   | Сан Антонио спарси        | 16,4    |
| Асистенција | Чак Вилијамс  | Мемфис саундси    | 576    | Мек Келвин    | Денвер нагетси            | 7,7     |
| Украдене    | Брајан Тејлор | Њујорк нетси      | 221    | Брајан Тејлор | Њујорк нетси              | 2,8     |
| Блокада     | Артис Гилмор  | Кентаки колонелси | 258    | Колдвел Џонс  | Сан Дијего конквистадорси | 3,2     |

## Награде и признања
- Награда АБА за најкориснијег играча: Џулијус Ирвинг, Њујорк нетси и Џорџ Мекгинис, Индијана пејсерси[6]
- Новајлија године: Марвин Барнс, Спиртс ов Сент Луис
- Тренер године: Лари Браун, Денвер нагетси
- МВП плеј-офа: Артис Гилмор, Кентаки колонелси[5]
- МВП утакмице свих звезда: Фреди Луис, Спиртс ов Сент Луис

| - Ол-АБА први тим - Џулијус Ирвинг, Њујорк нетси, (4. пут изабран) - Џорџ Мекгинис, Индијана пејсерси, (3. пут изабран) - Артис Гилмор, Кентаки колонелси, (4. пут изабран) - Рон Бун, Јута старси, (2. пут изабран) - Мек Келвин, Каролина кугарси, (4. пут изабран) | - Ол-АБА други тим - Марвин Барнас, Спиритс ов Сент Луис - Џорџ Гервин, Сан Антонио спарси - Свен Нејтер, Сан Антонио спарси (2. пут изабран) - Брајан Тејлор, Њујорк нетси - Џејмс Сајлас, Сан Антонио спарси | - Ол-АБА руки тим - Марвин Барнс, Спиритс ов Сент Луис - Гас Џерард, Спиритс ов Сент Луис - Боби Џонс, Денвер нагетси - Били Најт, Индијана пејсерси - Мозес Малон, Јута старси |